# Voo Merpati Nusantara Airlines 106
O Voo Merpati Nusantara AirlineS 106 caiu em 19 de abril de 1997, matando 11 dos 48 passageiros e quatro dos cinco tripulantes. O avião caiu durante a aterrissagem após uma falha na tentativa de arremetida por causa do mau tempo. Esta foi a primeira perda do casco de um British Aerospace ATP.

## Aeronave
A aeronave era um BAe ATP, que teve seu primeiro voo em 1992. Tinha dois motores turboélice Pratt & Whitney Canada PW126. Havia cinco tripulantes e 48 passageiros. 11 passageiros e quatro tripulantes morreram no acidente. 53 passageiros e tripulantes estavam a bordo.

## Acidente
O Voo Merpati 106 partiu de Jacarta em um voo doméstico para o Aeroporto Internacional H.A.S Hanandjoeddin em Tanjung Pandan, onde o avião, denominado "Sangeang", havia sido liberado para uma aproximação da pista 36. Ele teria entrado em uma margem esquerda íngreme enquanto descia por 2.000 pés. O controle foi perdido e o avião caiu em um coqueiral e desintegrou em três partes. Uma das hélices estava emplumada.